# Garreta opacus
Garreta opacus là một loài bọ cánh cứng trong họ Bọ hung (Scarabaeidae).